# Яніславицька культура
Яніславицька культура — група споріднених пам'яток пізнього мезоліту, крем'яним виробам якої властиві яніславицькі вістря та трикутники. У колекціях багато правильних пластин, трапецій, мікрорізців, одноплощинних нуклеусів для відтискних пластин, скребачок на аморфних відщепах, сокири. На пізніх пам'ятках знайдена неолітична кераміка з гребінцевим орнаментом. Поширена в басейнах Вісли, Німану та Прип'яті. В Українському Поліссі досліджені пам'ятки Сенечинці 5а, Переволока 2, Непірець, Рудня, Протреб, Оболонь, Вишгород, Бородянка 3 б, Рудий Острів. Датується VI—V тис. до н. е.

## Характеристика
Яніславицьке населення полювало з луком на лісових травоїдів (шляхетний олень, тур, кабан, сарна), ловило рибу. Культура виникла внаслідок просування населення культури Маглемезе із Західної Балтії на схід. Цей міграційний рух із північного заходу через Полісся у Надпоріжжя навіть у басейн Сіверського Дінця фіксується поширенням характерних для Полісся яніславицьких вістер.
Просування мезолітичного населення Балтії в Середнє Подніпров'я підтверджують дані антропології. Могильники Подніпров'я (Василівка I, III, Вовниги, Ясиновата, Вільнянка, Микільське) свідчать про появу тут у мезоліті масивних, високих північних європеоїдів, морфологічно близьких антропологічними рештками із могильників Західної Балтії. Яніславицька людність у V тис. до н. е. брала участь у формуванні неоліту гребінцевої кераміки басейнів Прип'яті та Німану.
Різке скорочення поголів'я промислових тварин наприкінці мезоліту зумовило кризу мисливства й створило передумови для неолітизації автохтонів Європи. Перехід на новий, неолітичний етап розвитку відбувся під безпосереднім впливом ранніх землеробів балкано-дунайського регіону, від яких мезолітичні автохтони Європи запозичили неолітичні новації — глиняний посуд, навички землеробства, скотарства, разом із домашніми тваринами (вівця, коза) та рослинами (пшениця, ячмінь, горох).